# Свеучилиште у Сплиту
Свеучилиште у Сплиту је државни универзитет у Сплиту. Основан 15. јуна 1974. године, један је од најбољих универзитета у Хрватској. Данас се састоји од 12 факултета. До 2009. године образовао је преко 40.000 студената, од којих је 337 добило докторске дипломе.